# Nida Karasakal
Nida Karasakal (n. 10 august 2002) este o sportivă ce a reprezentat Turcia. A participat la competiții asociate Jocurilor Olimpice în care a câștigat o medalie de bronz.

## Participări
Lista de mai jos prezintă principalele competiții la care a participat Nida Karasakal de-a lungul carierei.
- Juegos Olímpicos de la Juventud de Buenos Aires 2018[*][1]